# 스에키 히로야
스에키 히로야(일본어: 末木 裕也, 1997년 5월 16일~)는 일본의 축구 선수이다.

## 구단 경력
그는 2020년 J3리그의 카탈레 도야마에 입단했다. 2024년 J3리그 3위를 기록하여 J2리그로 승격했다.